# Clericus Cup
Clericus Cup je fotbalový turnaj, který se koná každoročně v Římě a nastupují v něm proti sobě výběry jednotlivých papežských kolejí. Vznikl v únoru 2007 z iniciativy vatikánského státního sekretáře Tarcisia Bertoneho, pořádá ho Centro Sportivo Italiano a finálový zápas se hraje na Stadio Olimpico. Počet účastníků se od roku 2009 ustálil na šestnácti týmech, rozdělených do čtyř čtyřčlenných základních skupin, z nichž se postupuje do vyřazovací části. Účastní se okolo čtyř set seminaristů pocházejících z více než sedmdesáti zemí, kněží působí také jako rozhodčí. Z náboženských důvodů se zápasy nepořádají v neděli. Rozdílem oproti zápasům podle pravidel FIFA je, že se hraje na dva poločasy po třiceti minutách, hráč může být vyloučen i za používání hrubých výrazů a vedle žluté a červené karty se uděluje také modrá, která znamená pětiminutové vyloučení.

## Seznam vítězů
- 2007 Redemptoris Mater
- 2008 Maria Mater Ecclesiae
- 2009 Redemptoris Mater
- 2010 Redemptoris Mater
- 2011 Papežská univerzita Gregoriana
- 2012 Papežská severoamerická kolej
- 2013 Papežská severoamerická kolej
- 2014 Papežská univerzita Urbaniana
- 2015 Papežská univerzita Urbaniana
- 2016 Maria Mater Ecclesiae
- 2017 Papežská univerzita Urbaniana
- 2018 Papežská severoamerická kolej